# Forest of Equilibrium
Forest of Equilibrium ist das Debütalbum der britischen Doom-Metal-Band Cathedral. Es wurde 1991 vom Label Earache Records veröffentlicht und gilt als Klassiker des Genres.

## Geschichte
Sänger Lee Dorrian, kurz zuvor noch bei Napalm Death aktiv, drängte bereits während der Proben kontinuierlich darauf, dass die Band langsamer spiele. Instrumental blieben aber Referenzen an den Grindcore erkennbar, indem die Band dessen typische Gitarrenklänge „verlangsamt auf ein annähernd unerträgliches Tempo“.
Zugleich befand sich auch Dorrian selbst hinsichtlich seines Gesangs in einer stilistischen Übergangsphase. Um sich zu verändern, orientierte er sich zum einen an Michael Gira von den Swans und zum anderen an Messiah Marcolin, langjährig bei Candlemass und zu der Zeit bei der schwedischen Doom-Metal-Band Stillborn, Birchmeier zufolge ein Balanceakt aus „Singen mit einem Hauch von Harmonie und dem Ausstossen todesartiger Growls“.
Die Klangqualität der Aufnahme ist schlecht, darin wird aber auch eine „düstere“ Qualität gehört.
2011 veröffentlichte die Band das Album unter dem Titel „Anniversary“ als Live-Neueinspielung von einem Konzert im Jahr 2010.

## Cover
Das Cover stammt von Dave Patchett, der zu der Zeit in Coventry in einer Galerie ausstellte. Dorrian gefielen die Bilder und er nahm Kontakt zu Patchett auf, der überraschenderweise in seiner Nachbarschaft lebte. Nach einigen Gesprächen nahm Patchett den Auftrag an und erarbeitete anhand von Dorrians Vorgaben das Gemälde. Augenfällig sind insbesondere die Referenzen an Hieronymus Bosch.

## Rezeption
Von Piero Scaruffi wird Forest of Equilibrium in einer Liste der besten Metal-Alben auf Platz 12 geführt, Jose Carlos Santos schrieb von einem „Klassiker der Klassiker, richtungsweisend für Doom wie Metal gleichermassen“.

## Titelliste
1. Picture of Beauty & Innocence (Intro)/Commiserating the Celebration – 11:16 (Garry Jennings/Lee Dorrian)
2. Ebony Tears – 7:46 (Jennings/Dorrian)
3. Serpent Eve – 7:40 (Jennings/Griffiths)
4. Soul Sacrifice – 2:54 (Jennings/Griffiths)
5. A Funeral Request (Ethereal Architect) – 9:17 (Lehan/Griffiths/David Park Barnitz)
6. Equilibrium – 6:08 (Jennings/Dorrian)
7. Reaching Happiness, Touching Pain – 9:08 (Jennings/Dorrian)

## Nachweise
1. 1 2 3 4 5  Jose Carlos Santos: Classic Album - It is and always will be my favourite album we did. In: Rock-a-Rolla, #34, October 2011, S. 32f.
2. 1 2 3  Jason Birchmeier: Forest Of Equilibrium - Cathedral, Zugriff am 27. Oktober 2011.
3. ↑  Piero Scaruffi: Best heavy-metal albums of all time. Abgerufen am 20. März 2011.